# Brumas
Brumas é um filme português de 2003 realizado por Ricardo Costa.
É o primeiro filme de uma trilogia intitulada Longes, sendo o segundo Derivas e o terceiro Arribas.
O filme teve estreia internacional no Festival de Veneza (Novos Territórios) em 2003.
Comercialmente, estreou em Portugal no Cinema Quarteto em Lisboa, a 9 de Novembro de 2006, a 16 de Novembro, no Cinema Palmeiras, em Oeiras, e ainda no Cinema Quarto Crescente, em Peniche, onde foi rodado.
Teve lançamento nos EUA, em Nova Iorque, no Cinema QUAD, a 23 de Março de 2011, com exibições ulteriores noutras cidades norte-americanas.

## Produção
Brumas foi filmado num bairro de Peniche conhecido como o «Bairro do Visconde». Certos dos seus habitantes preferem chamar-lhe o «Bairro das Janelas do Mar». Trata-se, na sua origem, de um bairro de lata, um núcleo de construções clandestinas, habitado por pescadores pobres. Foi erguido na falésia, a umas escassas centenas de metros a poente de uma célebre fortaleza. Pouco a pouco, por iniciativa sua, esmerando-se, os residentes reconstruíram e melhoraram o bairro.[carece de fontes?]
Na ante-estreia de Brumas, foi referido pelo autor do filme que este foi feito sem os habituais apoios financeiros, com ajuda de amigos, após uma paragem forçada de vários anos na sua actividade profissional. Mudanças associadas em Portugal à dramática quebra da produção independente a partir dos meados dos anos oitenta e o naufrágio de uma longa-metragem (Land of Stones) apoiada pelos fundos oficiais e pelo programa MEDIA da UE, que acabou por não ser produzida, explicarão em parte essa paragem. Em suma: Brumas terá sido um filme feito em condições ainda mais precárias, mais radicais, do que aquelas em que Ricardo Costa trabalhava quando iniciou a sua carreira (Avieiros e Mau Tempo, Marés e Mudança).[carece de fontes?]
Filmado em 2001, concluído em 2003, exibido comercialmente em Portugal em 2006, cativo até dezembro de 2010 por um contrato de distribuição «sem consequências», Brumas será retomado pelo produtor no início de 2011 para novo lançamento.[carece de fontes?]
Tendo sido produzido sem qualquer apoio financeiro, pode ser classificado como Cinema de guerrilha, na medida em que está à margem da produção mainstream.[carece de fontes?]

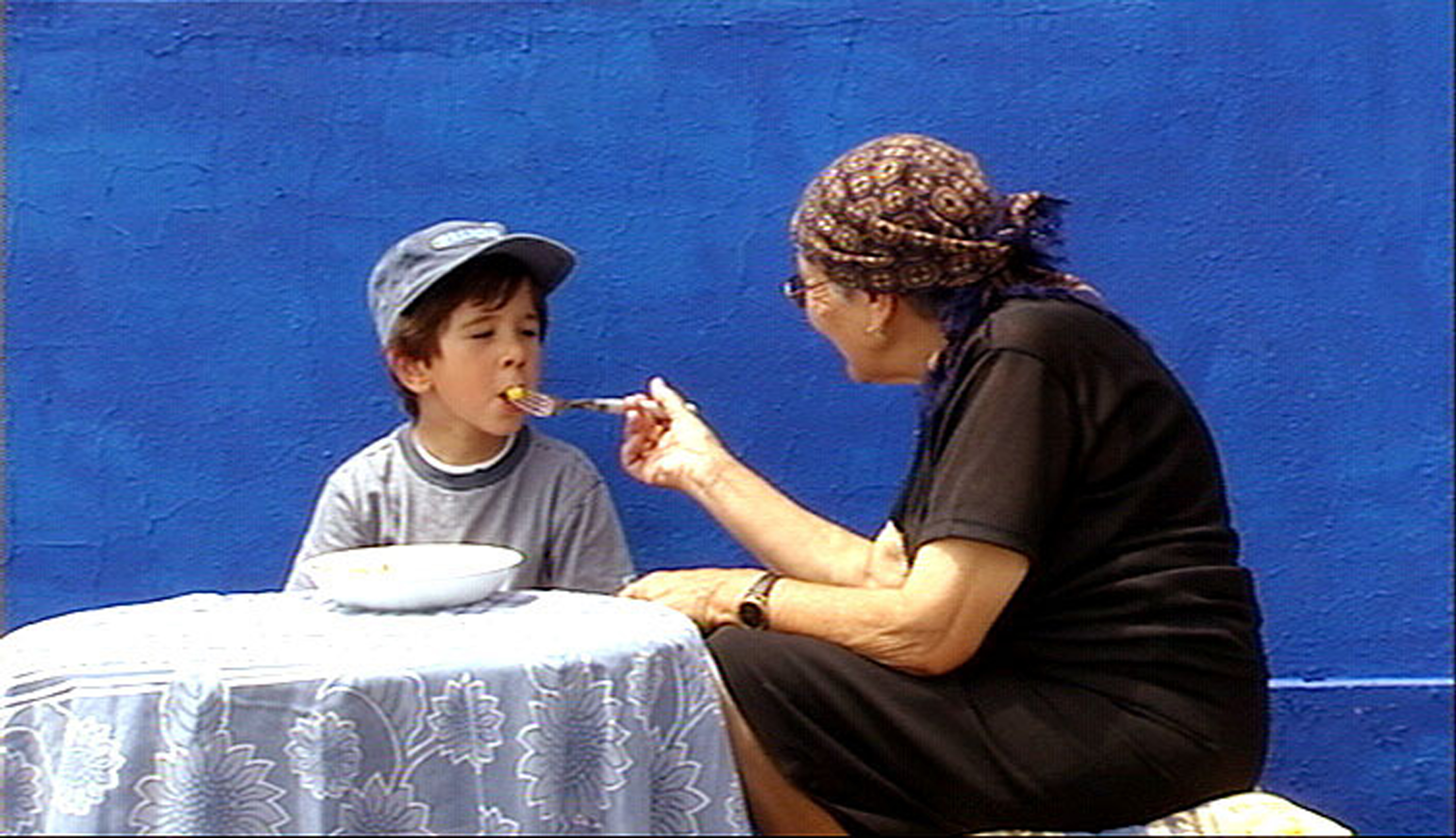
Maria José dando de comer ao bisneto David

## Ficha artística
- Ricardo Costa (o protagonista)
- Maria José (jovem criada e anciã)
- Rudolfo (neto)
- David (bisneto)
- Beta  (filha)
- Isabel  (filha)
- Henrique (filho)
- Paulo (filho)
- Maria Velha (amiga)
- Maria Joaquina (amiga)
- Maria Bernardina (amiga)
- António Dias Lourenço (antigo prisioneiro)
- Isaura (amiga do protagonista)
- Luis Correia Peixoto (fotógrafo)
- Silvina Nascimento (malabarista)
- Lígia Pereira (operadora de som)
- Escola de dança do Museu Municipal de Peniche (curso de Marta Lapa)
- Habitantes e garotos do Bairro do Visconde

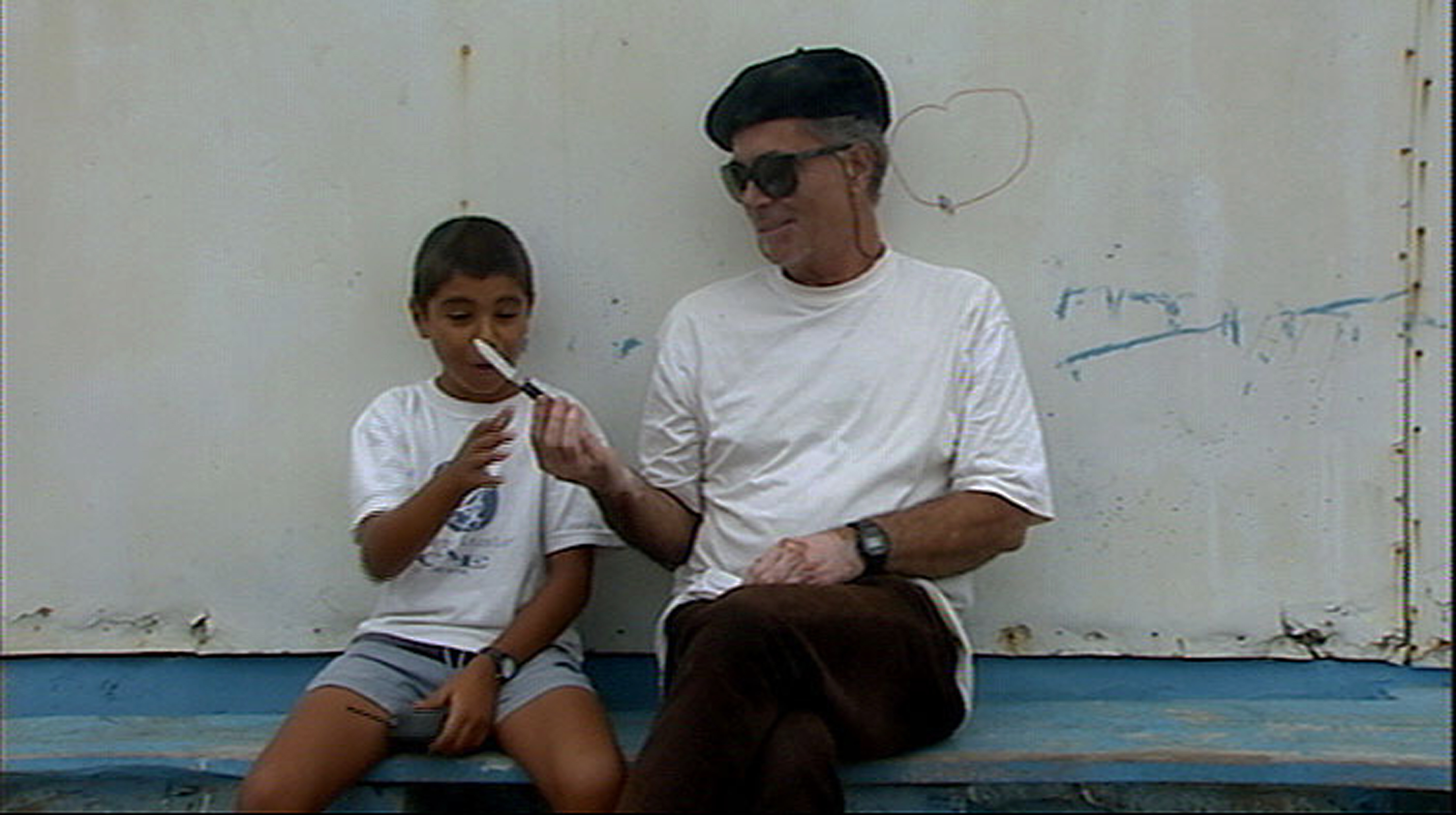
O 'herói' oferecendo um canivete ao Rudolfo

- Escola n.º 1 de Peniche
- Associação Juvenil de Peniche

## Festivais
- Festival de Veneza (2003 – Novos Territórios)
- Festival de Troia (2004)
- International Heritage Film Festival – Brumas exibido na Universidade de Évora a 3 de agosto de 2017[7]